# Piyapong Pue-on
Piyapong Pue-on (en tailandés, ปิยะพงษ์ ผิวอ่อน) (Prachuap Khiri Khan, 14 de noviembre de 1959), también conocido como Piyapong Piew-on, es un exfutbolista y entrenador tailandés.
Es uno de los jugadores que más veces ha sido convocado por la selección de fútbol de Tailandia, con la que ha disputado 129 partidos desde 1979 hasta su retirada en 1997.

## Biografía
Pue-on nació el 14 de noviembre de 1959 en la provincia de Prachuap Khiri Khan. Con veinte años debutó en el Royal Thai Air Force, el club de fútbol de la Real Fuerza Aérea Tailandesa de la que también forma parte. Permaneció desde 1979 hasta 1984 con un saldo de 129 partidos disputados y 91 goles, que le valió para ser convocado como delantero titular de la selección de fútbol de Tailandia.
En 1984 fichó por el Lucky-Goldstar Hwangso, de la liga de fútbol profesional de Corea del Sur, donde permaneció tres años. En la temporada de 1985 su equipo ganó la liga y él se convirtió en el mejor jugador del torneo, con los premios de máximo goleador (12 tantos) y máximo asistente (6 asistencias). Además, formó parte del once ideal del año. A finales de 1986 se marchó al Pahang de Malasia, en el que jugó tres temporadas. Allí ganó una liga y su registro total fue de 42 goles en 61 partidos.
Volvió al fútbol tailandés en 1989 y jugó en el Royal Thai Air Force hasta su retirada definitiva en 1997. Poco después, asumió el cargo de entrenador en ese mismo equipo y permaneció al frente hasta 2008. En ese tiempo, su club ganó dos ligas de Tailandia y un campeonato de copa. Actualmente, Pue-on sigue trabajando para promocionar el fútbol en su país.

## Trayectoria

### Como jugador
| Club                   | País          | Año       |
| ---------------------- | ------------- | --------- |
| Royal Thai Air Force   | Tailandia     | 1979-1984 |
| Lucky-Goldstar Hwangso | Corea del Sur | 1984-1986 |
| Pahang                 | Malasia       | 1986-1989 |
| Royal Thai Air Force   | Tailandia     | 1989-1997 |

### Como entrenador
| Club                 | País      | Año       |
| -------------------- | --------- | --------- |
| Royal Thai Air Force | Tailandia | 1997-2008 |

## Palmarés

### Como jugador
| Título                | Club                   | País          | Año  |
| --------------------- | ---------------------- | ------------- | ---- |
| Copa de la Reina      | Royal Thai Air Force   | Tailandia     | 1982 |
| Liga de Corea del Sur | Lucky-Goldstar Hwangso | Corea del Sur | 1985 |
| Liga de Malasia       | Pahang FA              | Malasia       | 1987 |

### Como entrenador
| Título            | Club                 | País      | Año  |
| ----------------- | -------------------- | --------- | ---- |
| Liga de Tailandia | Royal Thai Air Force | Tailandia | 1997 |
| Liga de Tailandia | Royal Thai Air Force | Tailandia | 1999 |
| Copa de Tailandia | Royal Thai Air Force | Tailandia | 2001 |